# Simiot
Un simiot és, en la mitologia pirenenca catalana, una criatura diabòlica d'aspecte similar a un mico. Essencialment en la zona d'Arles, al Vallespir, així com a l'Alt Empordà. Conforme a la tradició, les descripcions són poc detallades i deixen espai per a la imaginació.

## Els simiots en la tradició catalana

### Llegenda d'Abdó i Senén

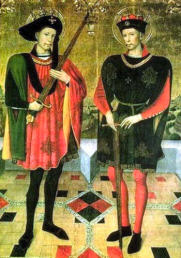
Abdó i Senén, detall del retaule de Jaume Huguet (1459-1460), Sant Pere de Terrassa

L'existència suposada dels simiots fa referència, si més no a Catalunya Nord, a la llegenda hagiogràfica dels sants Abdó i Senén, patrons d'Arles.
Segons els cronistes, pels volts de l'any mil, al Rosselló, i sobretot la vall del Tec, eren l'escenari d'inacabables terrors i calamitats. Sequeres, tempestes i calamarsades malmetien les collites i les bèsties salvatges voltaven arreu, atacant els humans i emportant-se infants per a devorar-los. Sobretot veien per tot arreu criatures demoníaques, des espèces de singes, gorilles, babouins, cynocéphales dont le vieux chroniqueur et la tradition locale ne parlent encore que sous le nom de Simiots.
Davant de tantes desgràcies, Arnulf, abat del monestir d'Arles, decideix anar a Roma per trobar-hi relíquies de sants que poguessin protegir la població. Després d'un periple ple de peripècies i miracles, torna amb les relíquies d'Abdó i Senén, i des del moment en què entraren a l'església, se sentiren crits llunyans: els simiots deixaren la contrada per sempre.
Però no del tot, doncs el 1465, un pastor de Montboló anomenat Noguer de Gasnach sorprengué dues bruixes invocant els simiots per a que provoquessin una tempesta. Van anar a cercar les relíquies d'Abdó i Senén, i van poder evitar la catàstrofe. Des de llavors, els habitants de Montboló ofereixen cada any, el 30 de juny, una Rodella, llarga espelma de 20 metres de llarg, enrotllada i feta de cera d'abella.

### Castell de Rocabertí

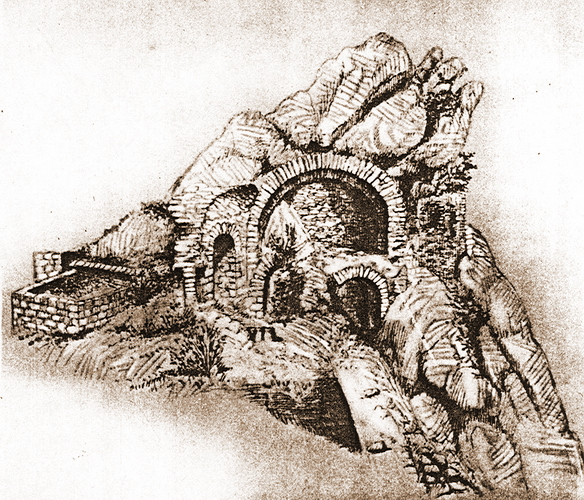
Ruïnes del castell de Rocabertí, dibuix del.

Segons una altra llegenda, els simiots haurien habitat el castell de Rocabertí, proper a la Jonquera (Alt Empordà). Un dia, un viatger els demanà hospitalitat: com tenia fred, bufava les puntes dels dits per escalfar-se una mica, fet que sorprengué molt els simiots; tot segui li serviren una sopa ben calenta, i el veieren bufar la sopa per a refredar-la. Davant aquests fets contradictoris, els simiots prengueren el viatger per un bruixot, i el van fer fora.

### Santuari de Núria
El 1665, el capellà Francesc Morés, de Barcelona, relata els miracles relacionats amb la Mare de Déu de Núria (Ripollès): un lloc infestat de dimonis, de sàtirs i de simiots, segons un escrit de 1338. És l'ermità Amadeu qui, construint el santuari, hauria foragitat definitivament els esperits malèfics.

## Representacions

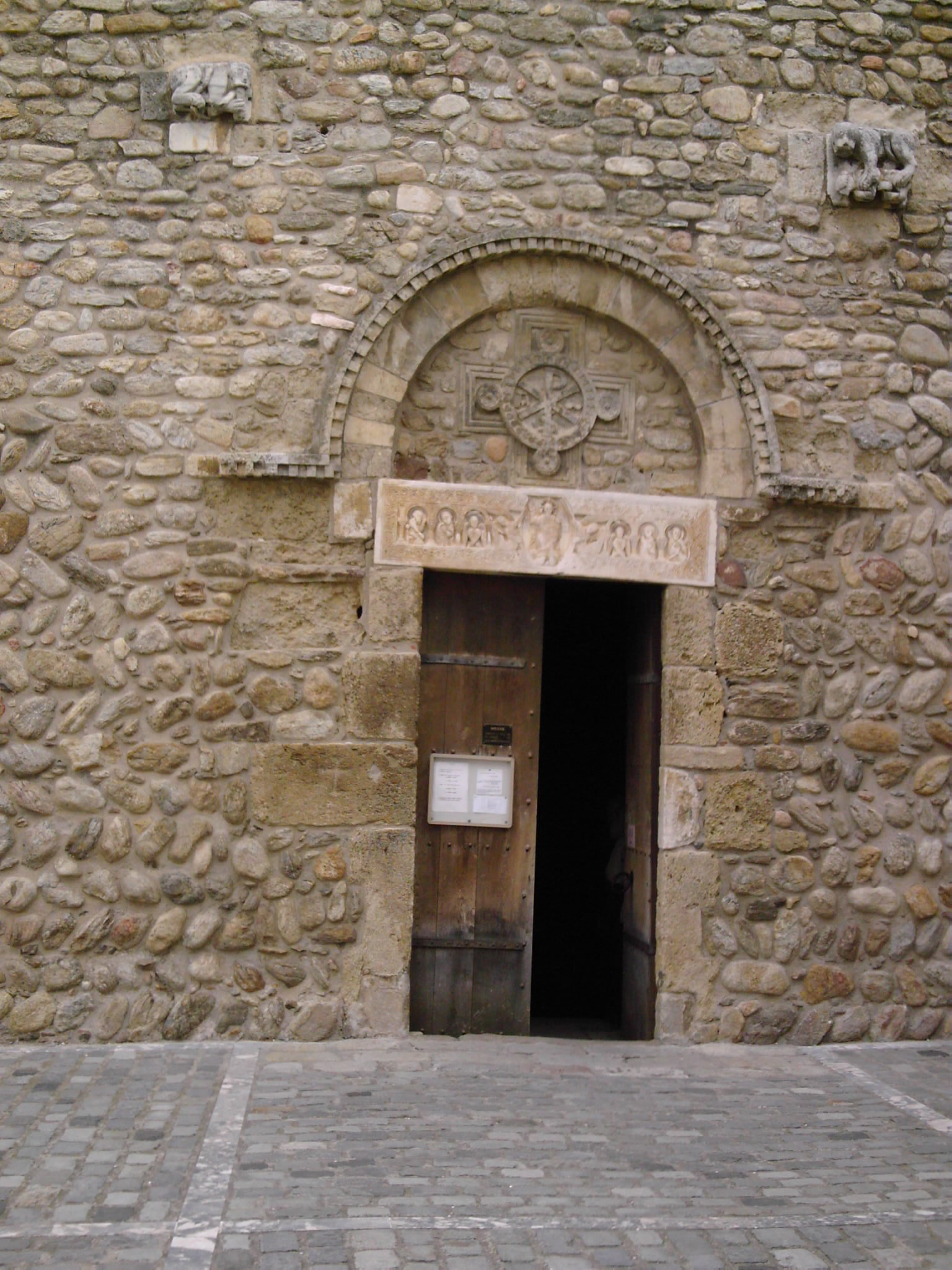
A sobre i a cada costat del portal de Sant Andreu de Sureda (Rosselló), dues suposades representacions de simiots.

Es poden veure, en escultures de bestiari fantàstic, representacions de simiots: a les façanes de l'abadia de Santa Maria i de l'església de Sant Salvador d'Arles, així com en les de Sant Andreu de Sureda (Rosselló) i de Sant Pere d'Albanyà (Alt Empordà).
Dins l'armari de dos compartiments que conté les relíquies dels sants patrons, a l'església d'Arles, es troba una pintura del segle XVI representant un simiot.
La descripció freqüent dels simiots aux dents fourchues (?), aux mains crochues, ve d'un poema-balada de Henri Tolra de Bordas, advocat i erudit de Prada (segle XIX): …un monstre lleig, de llargues dents ferotges / Aux pieds velus, à l'œil sanglant, aux mains crochues, / Qui d'une aile invisible, avec un sifflement, / Sur la sombre cité s'abattit pesamment.
Els goigs d'Abdó i Senén, conservats a Barcelona, en donen alguns elements descriptius.

## Orígens
Els simiots, tal com indica el seu nom, tenen clarament un origen simiesc. Però es desconeix la raó d'aquesta aparició en territoris on els micos i simis no són part de la fauna local.
Per Joan Amades, els simiots serien una forma de sàtirs de la mitologia grecoromana, i que haurien viscut, no a Libya (Líbia) ans a Llívia (Cerdanya).
Sigui com sigui, els simiots s'assemblen als «homes salvatges» sortits de les divinitats dels boscos i les muntanyes, diabolitzats pel cristianisme i progressivament passats a l'estatut d'home del sac per fer por a la canalla. Al carnaval d'Arles, el personatge de l'ós perseguit s'anomena encara avui simiot. La dubtosa hipòtesi d'una pervivència dels neandertals és sovint evocada en referència als simiots, com per a tots els «homes salvatges» de tots orígens.